# Bataille de Minorque (1756)
Vous lisez un « bon article » labellisé en 2012.
Pour les articles homonymes, voir Bataille de Minorque.
Guerre de Sept Ans
Batailles
- Minorque (navale) (1756)
- Pirna (1756)
- Lobositz (1756)
- Reichenberg (1757)
- Prague (1757)
- Kolin (1757)
- Hastenbeck (1757)
- Gross-Jägersdorf (1757)
- Moys (1757)
- Rochefort (1757)
- Rossbach (1757)
- Breslau (1757)
- Leuthen (1757)
- Carthagène (navale) (1758)
- Olomouc (1758)
- Saint-Malo (1758)
- Rheinberg (1758)
- Krefeld (1758)
- Domstadl (1758)
- Cherbourg (1758)
- Zorndorf (1758)
- Saint-Cast (1758)
- Tornow (1758)
- Lutzelberg (1758)
- Hochkirch (1758)
- Bergen (1759)
- Kay (1759)
- Minden (1759)
- Kunersdorf (1759)
- Neuwarp (navale) (1759)
- Hoyerswerda (1759)
- Baie de Quiberon (navale) (1759)
- Maxen (1759)
- Meissen (1759)
- Glatz (1760)
- Landshut (1760)
- Corbach (1760)
- Emsdorf (1760)
- Dresde (1760)
- Warburg (1760)
- Liegnitz (1760)
- Rhadern (1760)
- Berlin (1760)
- Kloster Kampen (1760)
- Torgau (1760)
- Belle-Île (1761)
- Langensalza (1761)
- Cassel (1761)
- Grünberg (1761)
- Villinghausen (1761)
- Ölper (1761)
- Kolberg (1761)
- Wilhelmsthal (1762)
- Burkersdorf (1762)
- Lutterberg (1762)
- Reichenbach (1762)
- Almeida (1762)
- Valencia de Alcántara (1762)
- Nauheim (1762)
- Vila Velha de Ródão (1762)
- Cassel (1762)
- Freiberg (1762)

- Jumonville Glen (1754)
- Fort Necessity (1754)
- Fort Beauséjour (1755)
- 8 juin 1755
- Monongahela (1755)
- Petitcoudiac (1755)
- Lac George (1755)
- Fort Bull (1756)
- Fort Oswego (1756)
- Kittanning (1756)
- En raquettes (1757)
- Pointe du Jour du Sabbat (1757)
- Fort William Henry (1757)
- German Flatts (1757)
- Lac Saint-Sacrement (1758)
- Louisbourg (1758)
- Le Cran (1758)
- Fort Carillon (1758)
- Fort Frontenac (1758)
- Fort Duquesne (1758)
- Fort Ligonier (1758)
- Québec (1759)
- Fort Niagara (1759)
- Beauport (1759)
- Plaines d'Abraham (1759)
- Sainte-Foy (1760)
- Neuville (1760)
- Ristigouche (navale) (1760)
- Mille-Îles (1760)
- Signal Hill (1762)

- Cap-Français (1757)
- Martinique (1759)
- Guadeloupe (1759)
- Dominique (1761)
- Martinique (1762)
- Cuba (1762)

- Chandernagor (1757)
- Plassey (1757)
- Gondelour (1758)
- Négapatam (navale) (1758)
- Condore (1758)
- Madras (1758)
- Pondichéry (navale) (1759)
- Masulipatam (1759)
- Chinsurah (1758)
- Wandiwash (1760)
- Pondichéry (1760-1761)
- Manille (1762)

- Saint-Louis (1758)
- Gorée (1758)
- Gambie

La bataille de Minorque ou bataille de Port Mahon est un affrontement naval et terrestre qui a lieu en mai et juin 1756 au début de la guerre de Sept Ans. Cette bataille oppose la France et l'Angleterre pour le contrôle de l'île de Minorque en Méditerranée occidentale. Le combat naval, le 20 mai 1756, met aux prises l'escadre française de Toulon, commandée par La Galissonière, à celle de John Byng, arrivé de Gibraltar pour secourir l'île où vient de débarquer l'armée du maréchal de Richelieu. La retraite de l'escadre anglaise provoque le 29 juin la reddition de l'île qui va rester entre les mains de la France jusqu'à la fin de la guerre. L'opinion française considère cette victoire comme une revanche sur les attaques de la Royal Navy en période de paix.
En Angleterre, cette défaite provoque une grave crise dans la marine et le gouvernement. Elle culmine avec la condamnation à mort de John Byng et le retrait du premier ministre Newcastle en 1757 au profit de William Pitt, partisan d'une guerre totale contre la France, et qui devient l'homme fort du nouveau gouvernement britannique. La prise de Minorque sera aussi la seule victoire navale importante de la France pendant la guerre de Sept Ans.

## Contexte: le début de la guerre de Sept Ans
À la fin de la guerre de Succession d'Autriche (1748), les rivalités coloniales entre la France et l’Angleterre n’ont pas été réglées, malgré la restitution mutuelle des conquêtes faites pendant le conflit (Madras contre Pondichéry). En 1755, l’Angleterre décide de reprendre les hostilités et de se donner le maximum de chance de victoire en attaquant sans déclaration de guerre. C’est ainsi qu’au début de cette année-là, la Royal Navy tente d’intercepter des renforts français pour le Canada — lui-même menacé par une forte armée anglaise — et qu’à l’automne, 300 navires de commerce français sont saisis dans l’Atlantique. Ils sont revendus à Londres pour 30 millions de livres tournois. Plusieurs vaisseaux français isolés sont attaqués près des côtes. L'opinion publique, outrée, s'indigne de la « piraterie anglaise ».
Le gouvernement de Louis XV, qui cherche à préserver la paix, ne réagit pas immédiatement et maintient les discussions diplomatiques malgré les attaques de la Navy. Les navires de commerce anglais continuent à fréquenter impunément les ports français et le roi ordonne même de relâcher une frégate capturée au large de Brest et qui se rendait en Amérique avec le gouverneur de Caroline du Sud. En décembre 1755, Versailles, qui se rend compte que Londres ne cherche qu’à gagner du temps pour préparer de nouvelles offensives, lance un ultimatum demandant la restitution des navires marchands et la libération de leurs équipages, soit 6 000 marins. Son rejet, le 13 janvier 1756, signifie l'instauration de l'état de guerre, même si celle-ci n'est pas encore officiellement déclarée.

## Le succès de l’expédition et du débarquement (avril 1756)

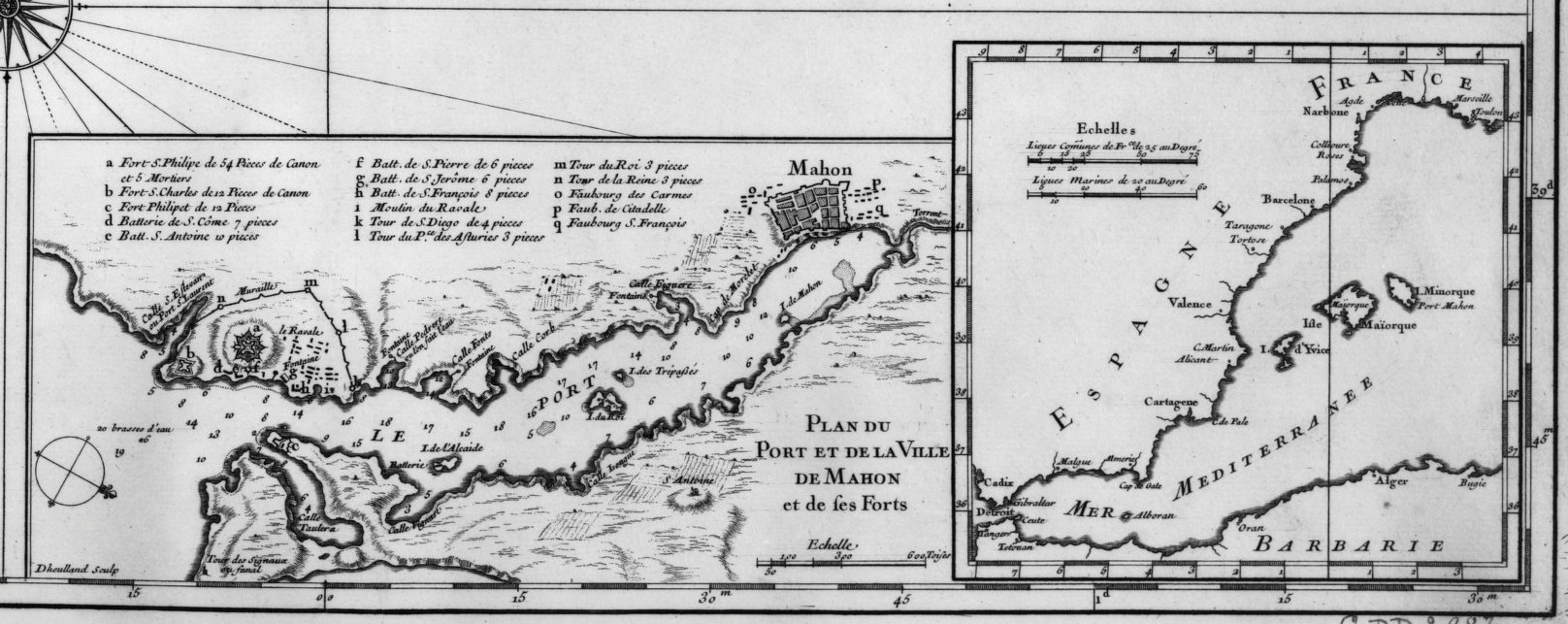
Plan des Baléares, de Port-Mahon et de ses fortifications sur l'île de Minorque. Port-Mahon, qui sert de base à la Royal Navy depuis 1708 est l'enjeu de l'attaque française. (Carte de 1740).

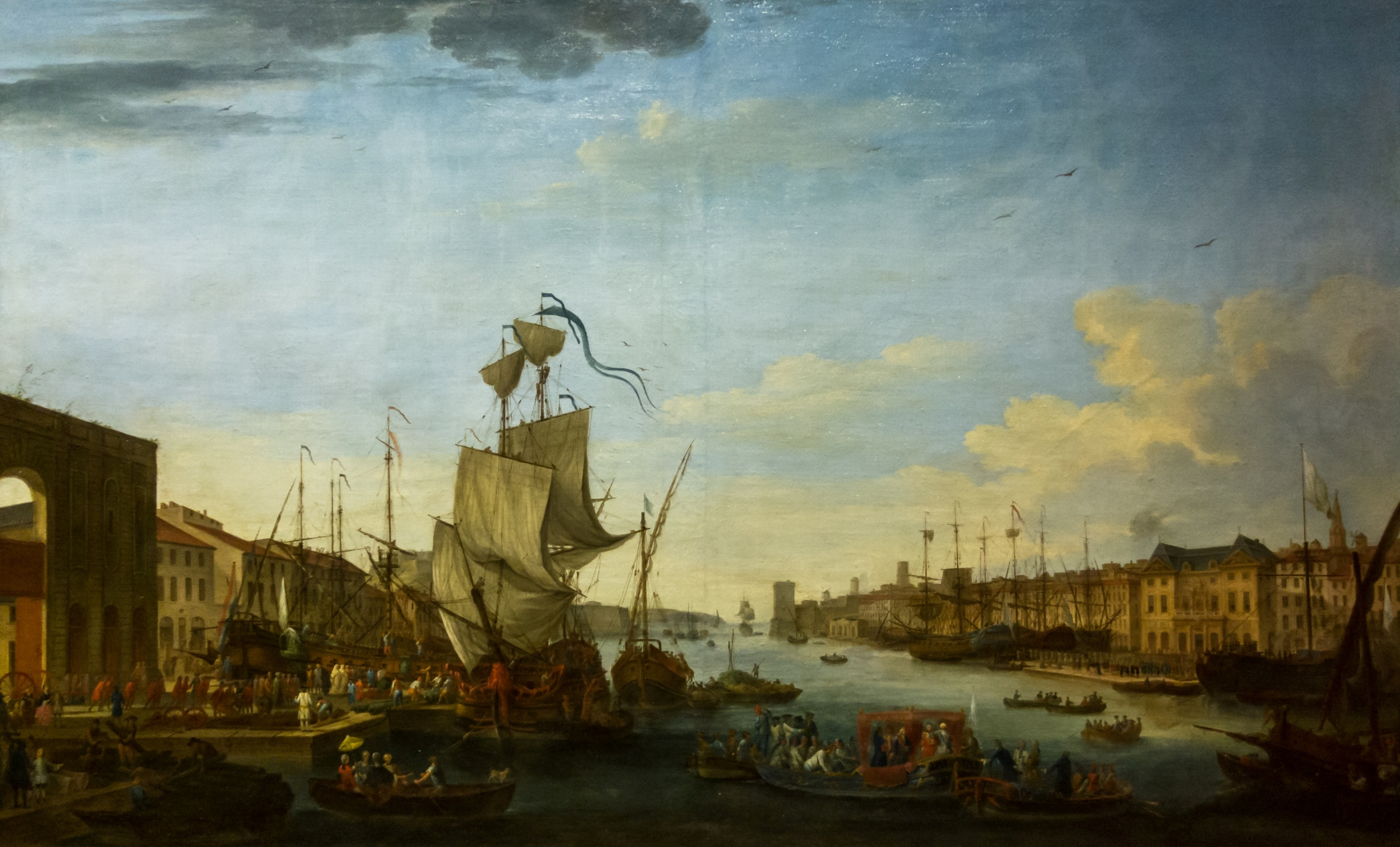
L'embarquement des troupes à Marseille. L'expédition mobilise 12000 hommes et 176 bâtiments de transport. (J. Kapeller).

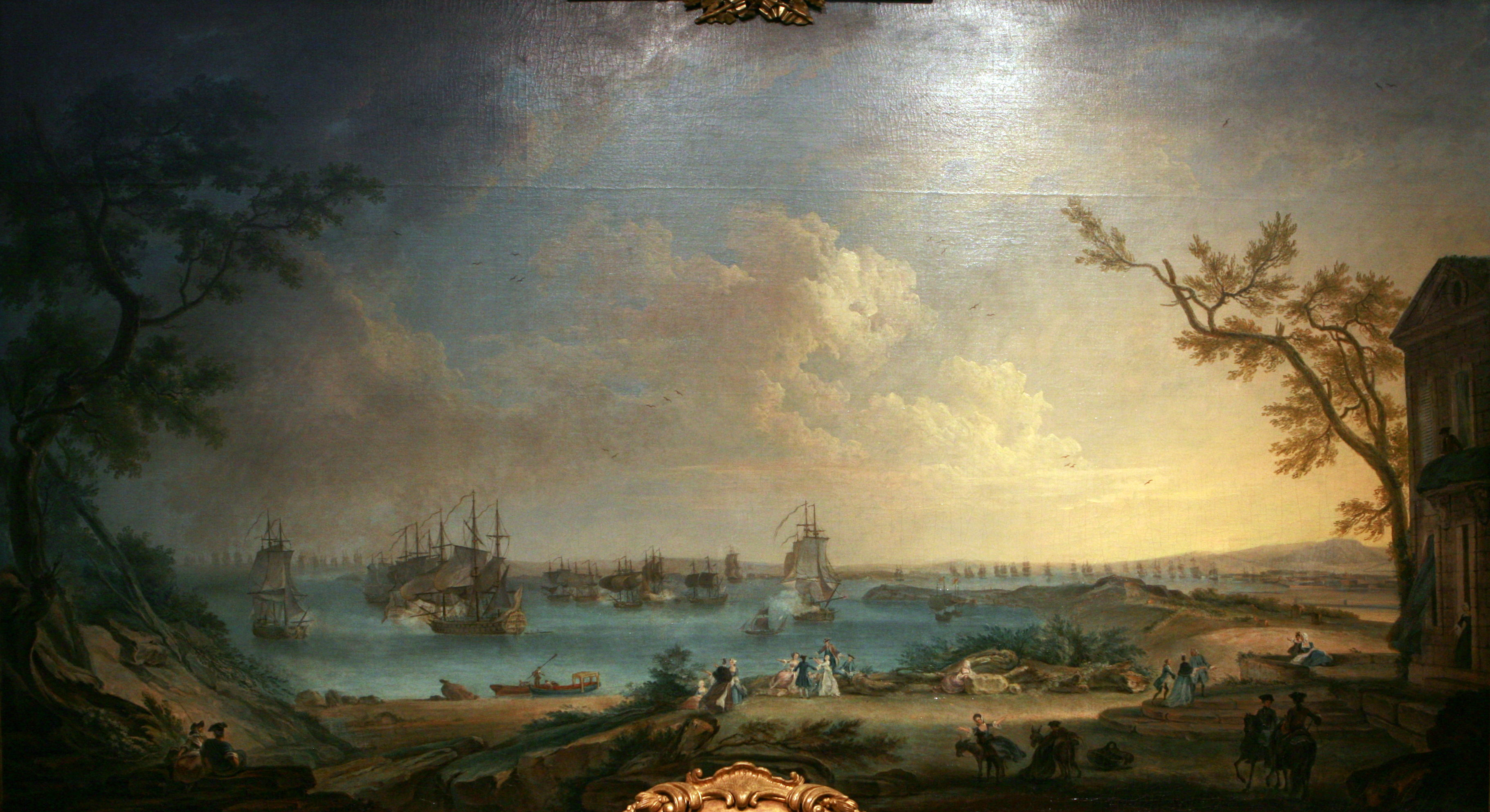
Le départ de l'expédition dans l'île de Minorque le 10 avril 1756 par N. Ozanne. Le débarquement est un plein succès car le secret de l'expédition a été préservé.

Alors qu’une vaste guerre continentale menace aussi, Versailles décide une grande opération navale et terrestre en Méditerranée. Gibraltar semblant hors de portée, l’objectif retenu est l’île de Minorque, en Méditerranée occidentale. Cette île, conquise en 1708 par l’Angleterre lors de la guerre de Succession d'Espagne, servait depuis cette époque de base à la Royal Navy pour surveiller les côtes hispano-provençales et au besoin en faire le blocus. Le Conseil du roi décide de s’en emparer par une attaque surprise. La guerre n’étant pas encore officiellement déclarée, l’expédition est perçue comme de justes représailles aux rafles des navires civils français en pleine paix. En cas de succès, le gouvernement français peut aussi promettre à Madrid de lui restituer l'île pour prix d'une entrée en guerre à ses côtés ou bien de la conserver comme gage à échanger contre les conquêtes que l'Angleterre pourrait faire en Amérique.
L’attaque est préparée avec soin pendant les premiers mois de 1756. Pendant qu'on arme une escadre à Toulon, on masse des troupes dans les environs, soit vingt-cinq bataillons avec des parcs d’artillerie, des bestiaux, des vivres, des munitions. Ces dernières sont confiées au maréchal de Richelieu, qui a reçu le commandement général de toutes les côtes de la Méditerranée, de Port-Vendres à Antibes. Une concentration de moyens aussi importante devrait normalement éveiller la curiosité des espions et mettre au jour l’objectif. Il n’en est étonnamment rien : le secret de l’attaque, partagé par trois ou quatre personnes à Versailles et à Toulon réussit à être préservé. Les officiers de l’armée de terre, qui s’interrogent sur les mouvements qu’on leur fait exécuter, n’ont aucune information et le commandant de Toulon laisse courir des bruits fantaisistes. À Londres, lorsqu’on est enfin informé de cette concentration de troupes, on ne soupçonne rien d’important. On regarde même ailleurs, puisqu’une armée de diversion, confiée au maréchal de Belle-Isle, fait mine de préparer une opération de débarquement dans la Manche. L'amirauté anglaise tombe dans le piège et retient ses escadres qui se retrouvent à surveiller du mauvais côté, laissant le champ libre aux Français. Lorsque l’inquiétude commence à gagner et que Londres décide d’envoyer une flotte avec des renforts, il est trop tard, La Galissonière et Richelieu sont passés à l’offensive.
Dans les premiers jours d’avril, tout est prêt. L’embarquement des troupes de terre, environ 12 000 hommes, se fait du 4 au 8 sur les vaisseaux de guerre et sur 176 bâtiments de transports arrivés de Marseille. L’escorte compte douze vaisseaux et cinq frégates. Elle est confiée à un marin expérimenté, le comte de La Galissonière, qui s'était aussi illustré comme un remarquable administrateur au Canada. Il met son pavillon sur le Foudroyant (80 canons) et embarque avec lui l’état-major du maréchal de Richelieu. Un hôte de marque se joint à eux : le prince Frédéric de Wurtemberg, autorisé à suivre la campagne sur le désir du roi de Prusse, alors allié de la France pour quelques mois encore,. Au total, l’expédition compte 193 voiles qui se rassemblent en rade de Toulon sur trois divisions. Le 10 avril, La Galissonière donne l’ordre d’appareiller. Le 18, on est en vue de Minorque. La Galissonière s’établit à l’ouest de l’île, à l’opposé de Port-Mahon, dans le canal entre Majorque et Minorque. Aucune voile anglaise n’est en vue : la surprise est totale.
Le débarquement commence le jour même, vers 7 heures du soir, et se poursuit sans incident pendant la nuit. La population, fatiguée de la domination anglaise, accueille favorablement les Français et facilite les opérations. C’est une aide plus qu’utile, car La Galissonière est arrivé sans carte précise sur une île qui lui est inconnue, rien n’ayant été anticipé pendant la période de paix pour préparer une éventuelle reconquête. Le débarquement se fait donc un peu au hasard, dans la baie de Ciutadella qui n’est pas gardée et où le vent a poussé la flotte. Le 20 avril, toutes les troupes sont à terre et on commence la traversée de l’île. Le 22, on entre dans Port-Mahon sans combat. Le gouverneur anglais Blakeney, qui a moins de 3 000 hommes, n’est pas en mesure de s’opposer aux envahisseurs et se replie précipitamment sur le fort Saint-Philippe. Richelieu n’est pas plus renseigné sur les fortifications de Mahón que La Galissonière ne l’est sur les atterrages de l’île, puisqu’il ne dispose que d’un vieux plan antérieur à la conquête anglaise trouvé au Dépôt de la Marine,. Mais Richelieu, qui passe pour un courtisan avide de bons mots et d’aventures galantes, est aussi un chef habile qui s'est illustré lors du conflit précédent. Les abords sont rapidement reconnus et les travaux du siège commencent aussitôt. À titre d'anecdote, citée par Lacour-Gayet, à Toulon, Richelieu avait montré son vieux plan du fort Saint-Philippe à un capitaine de navire marchand qui connaissait la région ; ce plan, lui avait dit celui-ci, ne ressemble pas plus au fort Saint-Philippe que la Bastille ne ressemble à une bonne place de guerre.
Après être resté jusqu’au 24 avril, soit six jours, au mouillage de Ciudadella pour y achever le débarquement de l'artillerie et du matériel, La Galissonière remet à la voile pour venir croiser devant Mahón. Mais dès le 21, soit trois jours après l’arrivée, il a été informé de la présence de cinq vaisseaux anglais dans le port. Il s’agit de la division du contre-amiral anglais George Edgcumbe arrivé peu de temps avant avec dix bâtiments de commerce français raflés en mer. L’Anglais abandonne ses prises civiles et s’enfuit à toutes voiles. La Galissonière, malgré la supériorité de ses forces, n’a pas essayé de bloquer Edgcumbe dans le port, ce qui lui vaut de sévères critiques. Le chef français, contraint de se justifier, doit rappeler les ordres très stricts qu’il a reçu avant le départ, à savoir qu’il ne doit prendre aucun risque et veiller avec le plus grand soin à la sécurité de l’escadre et des troupes qui doivent toujours rester ensemble même après le débarquement. La Galissonière, qui n’a pas osé s’affranchir d’ordres qui lui auraient pourtant offert une victoire facile, laisse donc Edgcumbe foncer sur Gibraltar y annoncer l’attaque française.

### Galerie: les chefs en présence

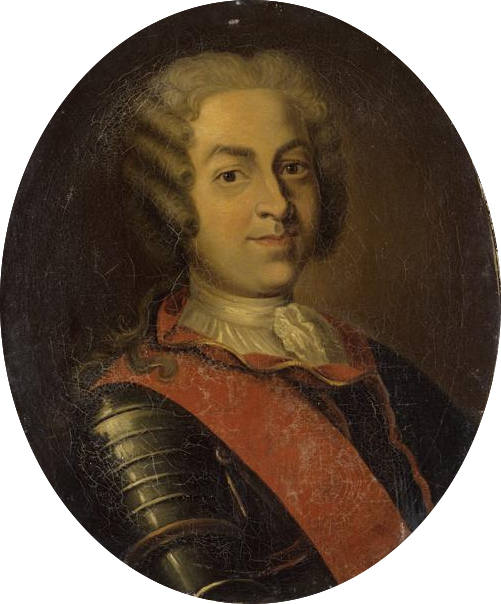
La Galissonière escorte avec 12 vaisseaux et 5 frégates les 176 bâtiments de transport de troupe qui se rassemblent à Toulon.
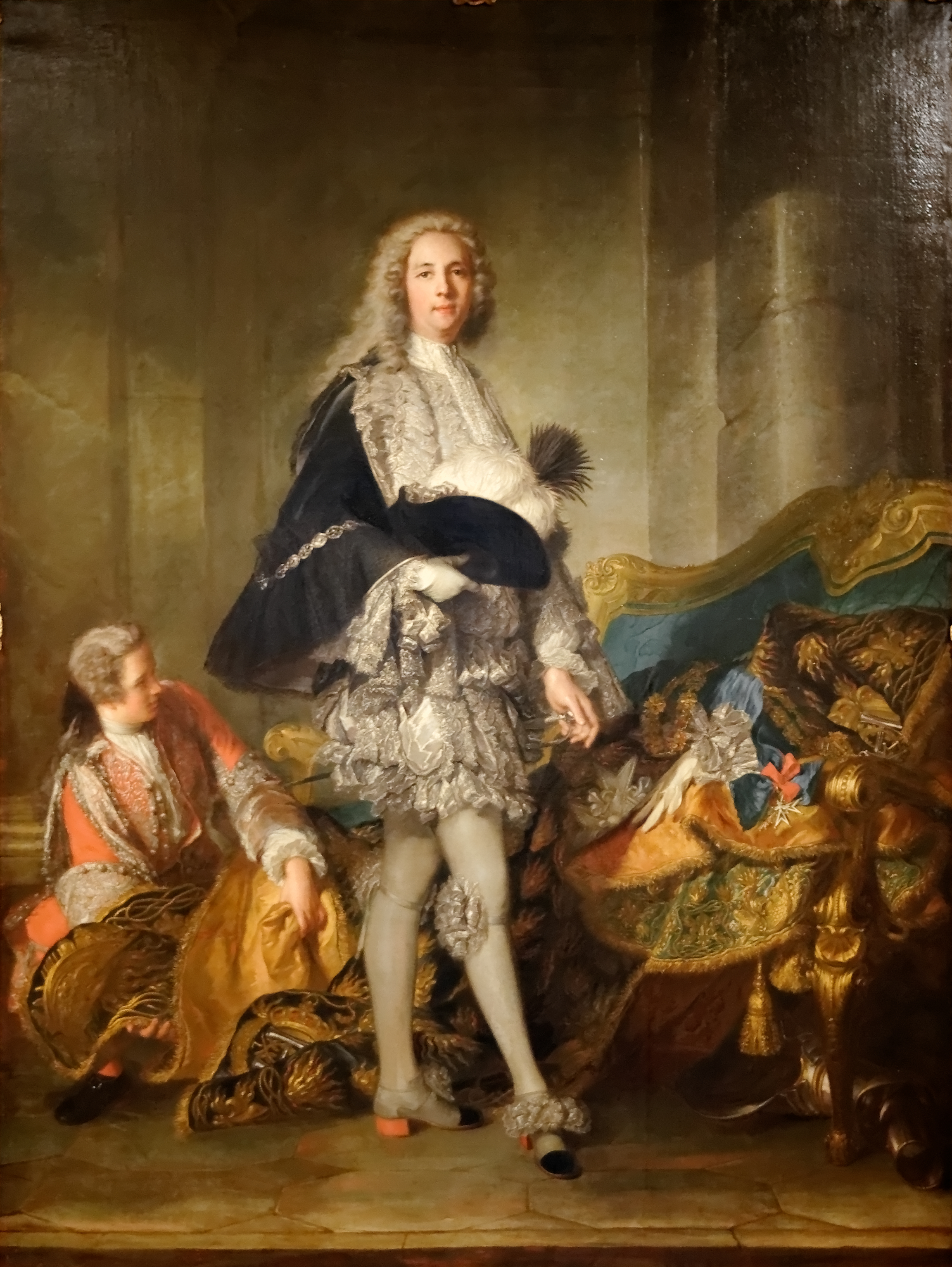
Le maréchal de Richelieu commande le corps de 12 000 hommes qui débarque sur Minorque le 18 avril 1756.
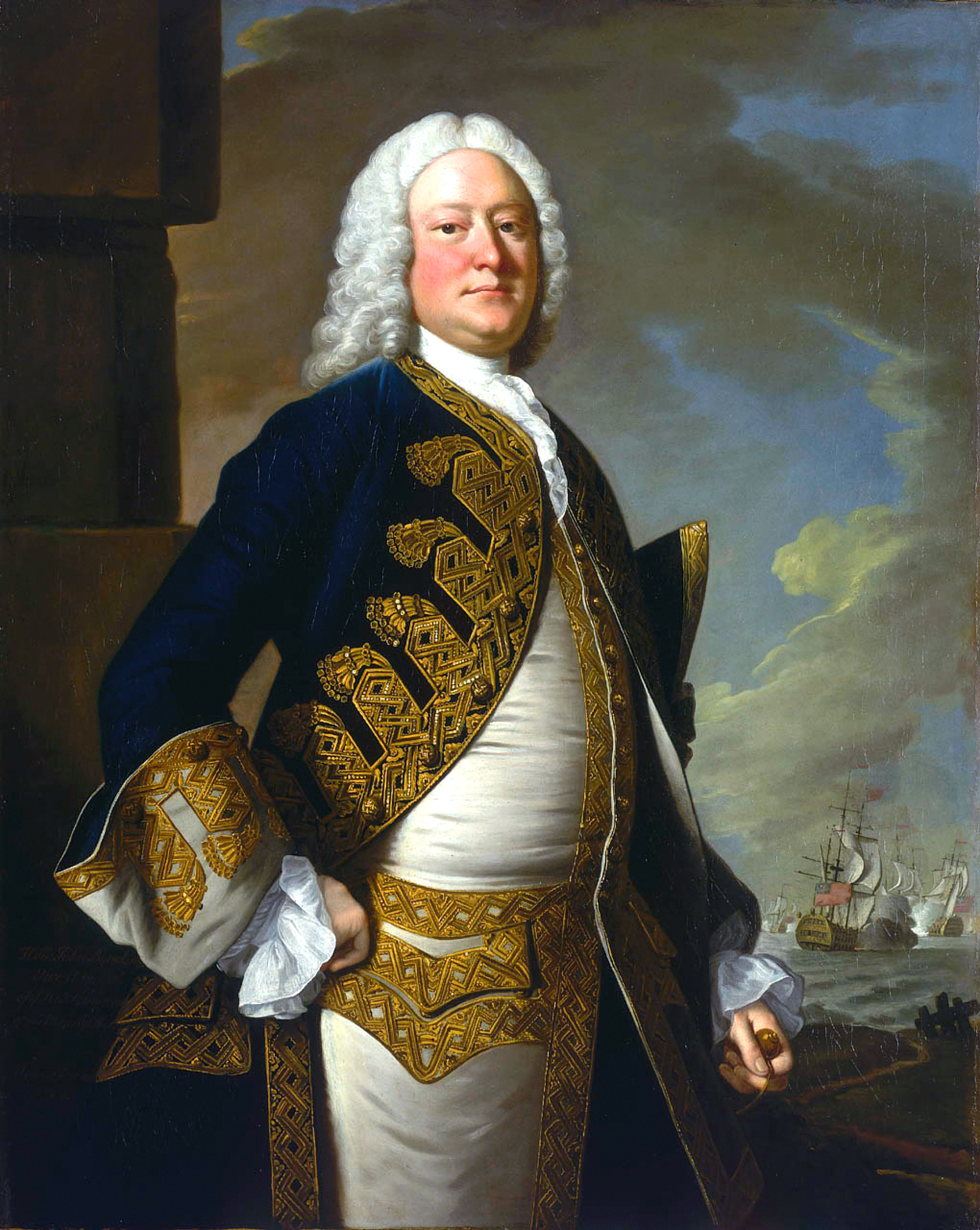
John Byng arrive en Méditerranée avec 11 puis 13 vaisseaux et 4 000 soldats pour renforcer la garnison de Port-Mahon.
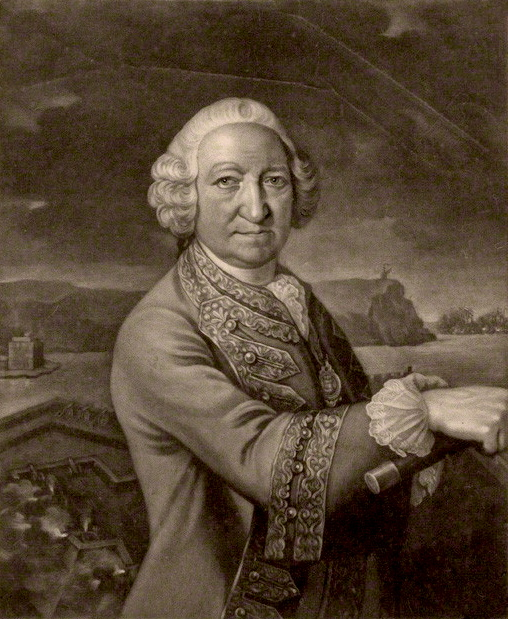
William Blakeney commande la garnison du fort Saint-Philippe qui protège Port-Mahon en liaison avec la Royal Navy.

## Une bataille navale en apparence indécise (20 mai)

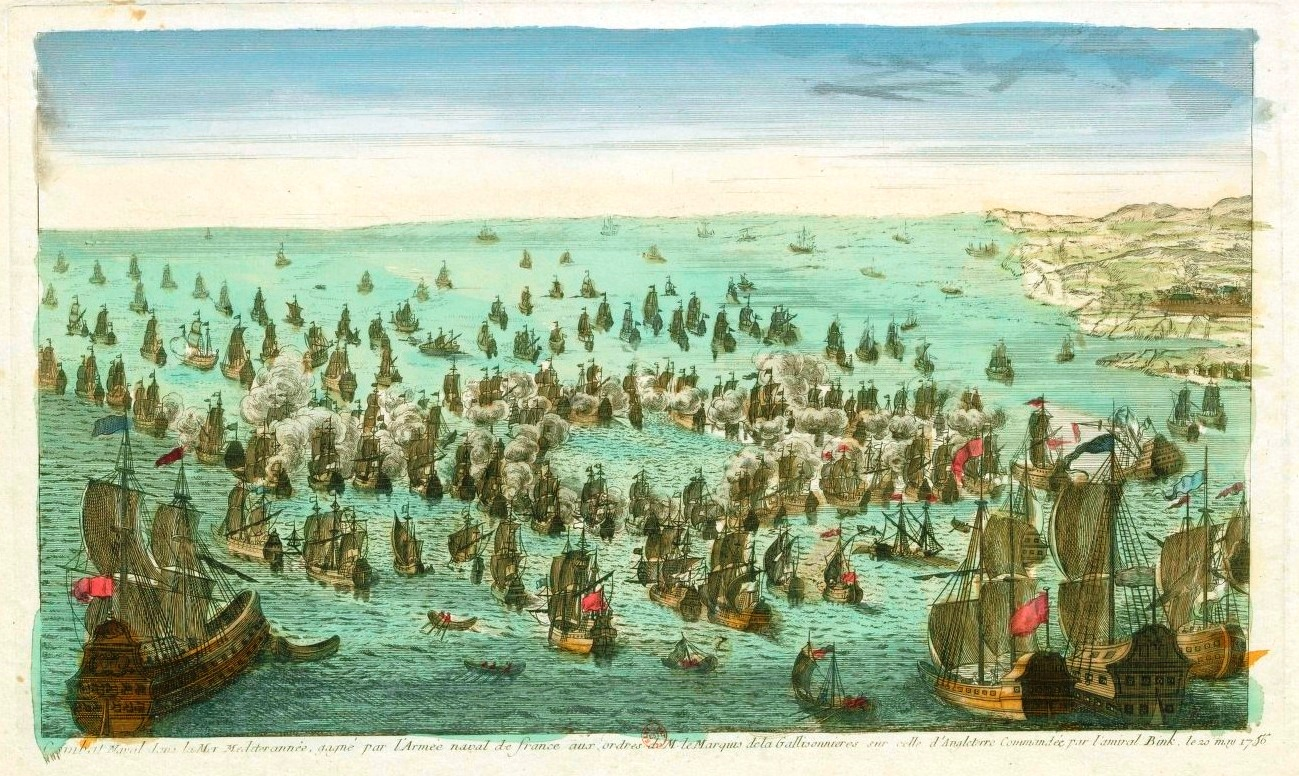
Dessin imaginaire donnant une vue générale de la bataille, le 20 mai 1756.

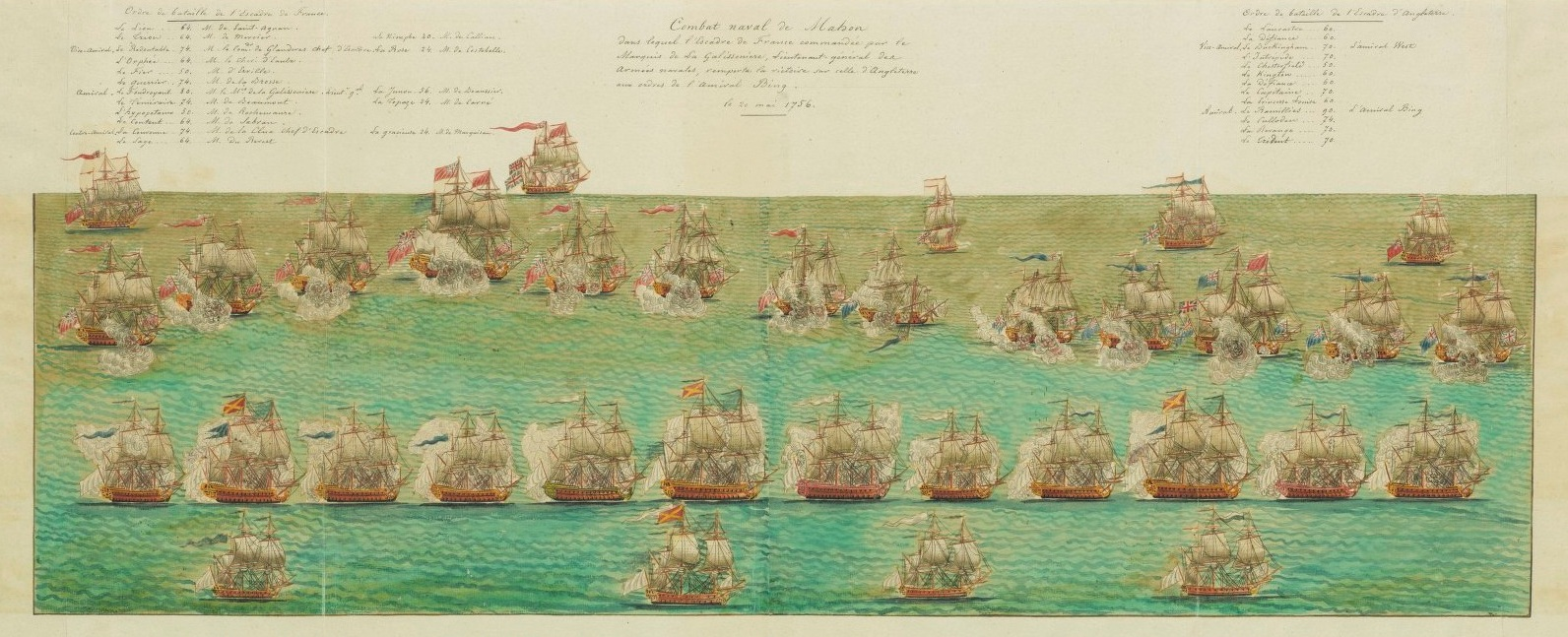
Les deux lignes de bataille lors du combat. Celui-ci est indécis et les pertes sont faibles. La retraite de Byng laisse cependant la victoire à La Galissonière.

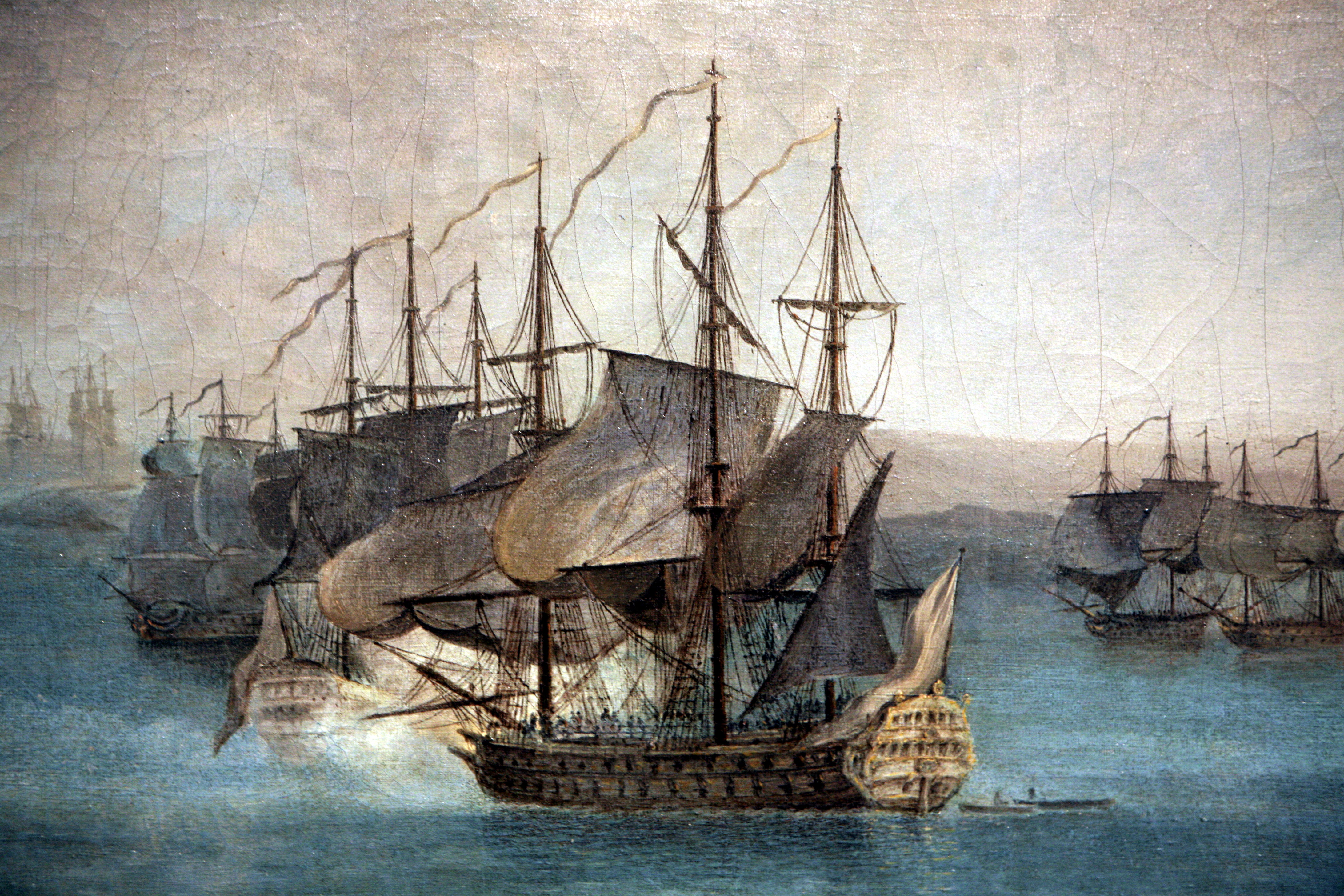
L'un des vaisseaux français engagés dans le combat, peut-être le navire amiral le Foudroyant de 80 canons.

À Gibraltar, George Edgcumbe fait sa jonction avec les onze vaisseaux de John Byng. Byng porte un nom prestigieux. Son père, George Byng, avait écrasé la flotte espagnole en 1718 au cap Passano lors de la courte guerre de la Quadruple-Alliance. Il avait ensuite présidé au destin de la Navy dans les bureaux de l’Amirauté jusqu'à sa mort en 1727. John Byng, dont la carrière a été très rapide grâce à son père, passe en 1756 pour un spécialiste de la Méditerranée. C'est aussi le seul chef dont le rang convienne au moment du déclenchement des hostilités. Il exerce ainsi à 52 ans son premier grand commandement, contrairement à La Galissonière, habitué depuis longtemps aux responsabilités importantes. L'escadre de Byng a appareillé de Spithead le 6 avril avec un corps de troupes de 4 000 hommes, au moment même où s'est fait à Toulon l’embarquement final des Français. Byng n’arrive à Gibraltar que le 2 mai, soit quatorze jours après que La Galissonière a abordé Minorque. Byng, pessimiste sur la suite des événements, dépêche une frégate pour informer ses supérieurs de la situation en se plaignant de la faiblesse de ses forces et du médiocre équipement de la base de Gibraltar. Le 8 mai, il lève l’ancre pour se porter au secours de l'île. En intégrant plusieurs bâtiments d’Edgcumbe, il dispose maintenant de treize vaisseaux de ligne, quatre frégates et une corvette. Contrarié par les vents, il n’arrive que le 17 au soir dans les eaux de Minorque, du côté sud. Le drapeau anglais flotte toujours sur le fort Saint-Philippe. Il est encore temps de lui porter secours en livrant bataille et en débarquant le corps de troupes.
Côté français, une frégate repère dès le 17 au soir l’arrivée des forces anglaises. Avec habileté, La Galissonière manœuvre près de la côte, vers le nord-est de l’île, pour garder l’avantage du vent. Préoccupé de renforcer ses équipages, il demande à Richelieu de lui fournir des hommes. Le maréchal lui envoie 13 compagnies d’embarquement, mais trois seulement réussissent à atteindre les vaisseaux. Les autres, montées sur de fragiles tartanes, sont ballottées par une mer forte et doivent rebrousser chemin. Trois d’entre elles, qui se sont égarées, sont même capturées par les Anglais.
Dans la journée du 19, vers 11 heures du matin, les deux escadres sont en vue, Byng arrivant par l’île d’Ayre, La Galissonière croisant vers le nord et ayant l’avantage du vent. Une brume assez épaisse et le désavantage de la position de Byng tiennent celui-ci à distance jusque vers le milieu de la journée du lendemain. Dans l’après-midi du 20, les deux flottes sont de nouveau face à face. Sur le papier, avec treize vaisseaux de ligne anglais contre douze français, les forces sont presque équilibrées. Néanmoins, les Anglais disposent d’un trois-ponts de 90 canons, le HMS Ramillies (navire amiral), alors que les Français n’en ont aucun (le Foudroyant est un deux-ponts de 80 canons). Avec le bâtiment supplémentaire dont il dispose, Byng aligne 836 bouches à feu contre 796 pour La Galissonière.
Le 20, vers midi, le vent tourne : il passe au sud-ouest, ce qui donne tout à coup l’avantage à Byng. Les Français étant sous le vent, John Byng en profite pour manœuvrer — il vire de bord — et se placer en position favorable. Les deux escadres se retrouvent disposées en deux lignes à peu près parallèles, orientées environ de l’est vers l'ouest, perpendiculairement à la côte. Vers 14 h 30, le combat s’engage en suivant la classique tactique de la ligne de bataille, chaque vaisseau anglais devant se laisser porter sur le vaisseau français qui lui fait face. L’avant-garde française, qui subit l'assaut au plus près, est « assez maltraitée », selon le mot de La Galissonière,. Elle parvient cependant à résister et endommage même gravement les matures de plusieurs vaisseaux anglais. Au centre, la situation est plus confuse : le dispositif anglais se défait lorsque le sixième vaisseau, le HMS Intrepid (64 canons) sous le commandement du capitaine James Young, perd son mât de misaine et commence à culer. Les HMS Revenge (64), Princess Louisa (60), et Trident (64) qui suivent, doivent donner de vigoureux coups de barre pour éviter une collision. Byng, sur le HMS Ramillies (90) placé juste après, ordonne au HMS Deptford (64 canons), en dernière position, de remonter la ligne toutes voiles dehors pour prendre la place du HMS Intrepid désemparé. Byng fait même signal au HMS Chesterfield, sa plus grosse frégate (44 canons), de serrer les rangs sur le vaisseau sorti de la ligne, mais les ordres circulent mal.
La situation, à ce moment-là, devient très délicate pour le chef anglais : La Galissonière, dont le dispositif n’a pas été ébranlé, est en position avec les huit vaisseaux de son centre et de son arrière-garde de tenter la percée sur le centre anglais (en laissant les deux avant-gardes combattre de leur côté). Mais La Galissonière reste corseté par des ordres exigeant la prudence. À cela s'ajoute le poids des habitudes sur le respect de la ligne de bataille. Il n'exploite donc pas son avantage, se contentant de maintenir sa ligne dans l'ordre le plus strict. Les Anglais, dira-t-il dans son rapport, « la trouvèrent si serrée et en essuyèrent un si grand feu, qu’ils s’en éloignèrent assez promptement. » À la nuit tombante, après trois heures de canonnade, les deux escadres se trouvent hors de portée de tir. Byng se replie en virant du côté sud. La Galissonière cherche à lui donner la chasse un moment, mais les quatre vaisseaux de l’avant-garde font signal qu’ils ne sont plus en état de le faire, et comme l'escadre est encore sous le vent, personne ne peut manœuvrer facilement.
Le lendemain, l’aube se lève sur une brume épaisse. Deux bâtiments anglais se sont égarés. Byng dépêche deux frégates pour les rechercher alors que les Français, toujours sous le vent, ne sont pas en position de pouvoir reprendre le combat. La Galissonière ne peut que surveiller les forces anglaises afin qu’aucun renfort ne tente de débarquer. Des deux côtés, on s’active pour réparer les dégâts dans les agrès. Le 24, après trois jours d’attente, Byng convoque un conseil de guerre. Devant les officiers de marine et de l’armée de terre, il répète sa mission : « secourir l’île de Minorque, et, au cas où une flotte française passerait le détroit de Gibraltar, envoyer un nombre adéquat de navires pour l’intercepter. » Certains officiers font des commentaires très négatifs sur ces ordres difficiles à exécuter, compte tenu de la distance entre les deux bases. Le Conseil décide donc que si la flotte doit surveiller Gibraltar, vu que de nombreux navires ont besoin de réparation et que Port-Mahon est déjà fortement investi par les Français, le mieux est de retraiter vers Gibraltar. Après remise en état de l’escadre, on peut revenir avec de nouvelles troupes pour secourir l’île. Si celle-ci tombe entre-temps, il faudra alors défendre Gibraltar qui sera probablement la prochaine cible des Français. Ordre est donc donné d’abandonner le combat.
Les historiens jugent aujourd’hui sévèrement cette bataille. Étienne Taillemite parle d'un « combat mollement mené de part et d’autre. » Michel Vergé-Franceschi n’y voit qu’une « modeste canonnade ». L’affrontement, il est vrai, a été livré à bonne distance par deux chefs prudents et respectueux des manœuvres ritualisées de la ligne de bataille. Byng, sollicité pendant le combat par un de ses officiers pour tenter de s’approcher du centre français, en a rejeté l’idée — comme La Galissonière — se rappelant qu’en 1744, l’un de ses prédécesseurs, l’amiral Matthews, avait été condamné pour avoir rompu sa ligne lors de la bataille du cap Sicié (guerre de Succession d'Autriche). Comme dans l’escadre anglaise, les Français n’ont qu’un seul vaisseau endommagé (le Sage, 64). Les pertes sont faibles : 38 morts et 184 blessés côté français, 45 morts, 162 blessés côté anglais. Quoi qu’il en soit, même si la bataille a été tactiquement indécise, la retraite anglaise offre de facto la victoire à la France : laissé sans secours, le fort Saint-Philippe est condamné, même si ses défenseurs offrent encore une belle résistance.
Au milieu des opérations militaires, on avait appris l'ouverture officielle des hostilités : le 23 mai, trois jours après le combat naval, George II avait signé l'entrée en guerre de l'Angleterre (la nouvelle de la bataille n'était pas encore arrivée dans les deux capitales). Le 9 juin, alors que le siège du fort Saint-Philippe bat son plein, Louis XV prend acte de la rupture définitive et signe à son tour la déclaration de guerre française.

## La chute du fort Saint-Philippe (29 juin)

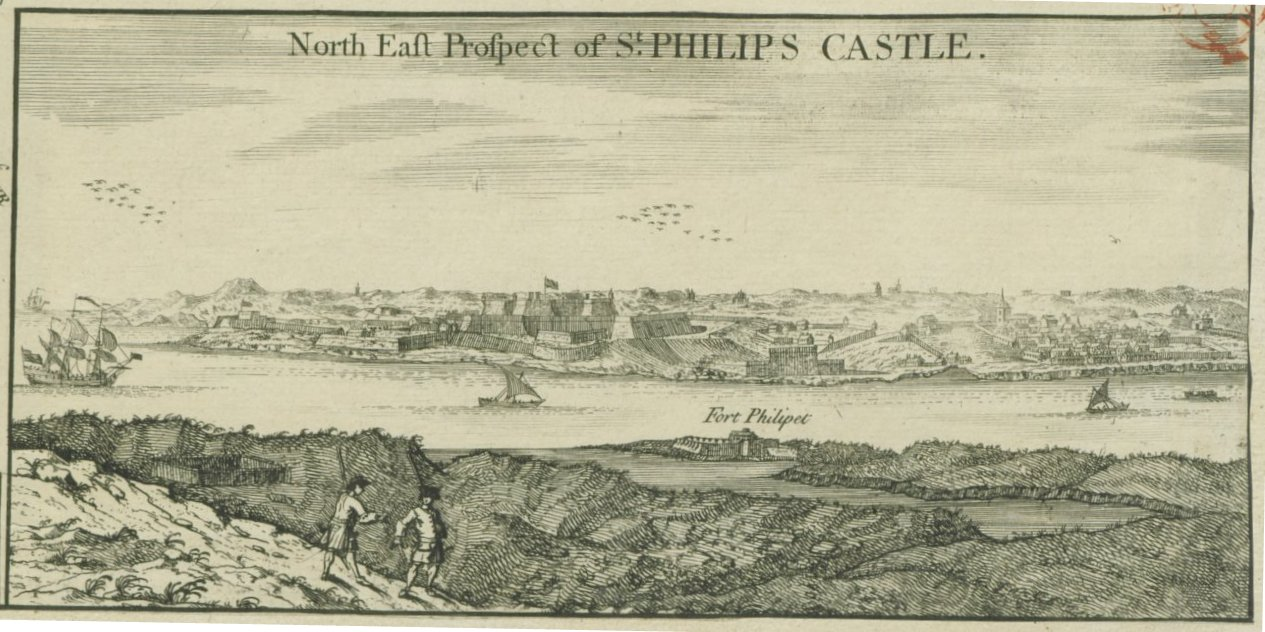
Vue générale du fort Saint-Philippe, quelques années avant le siège.

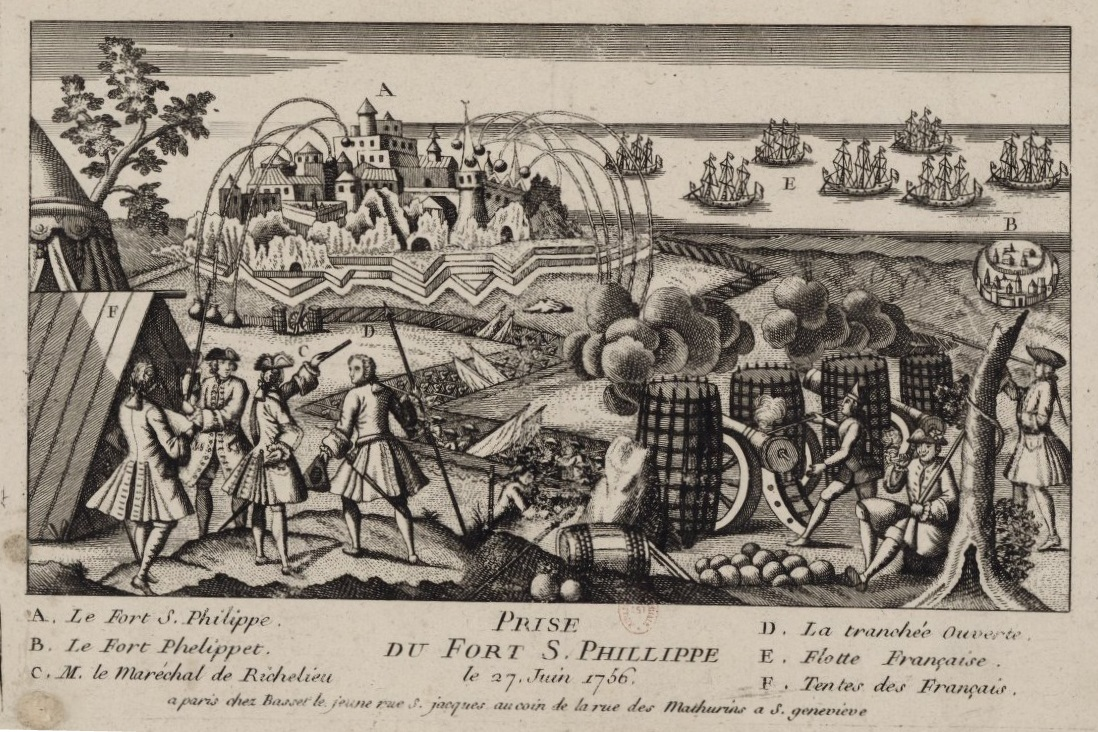
Le siège du fort Saint-Philippe. Après la retraite de l'escadre anglaise, la place est condamnée. La garnison capitule le 29 juin 1756- avec les honneurs de la guerre.

À terre, l’état-major français avait suivi l’affrontement à la lunette, non sans inquiétude : « Messieurs, il se joue là un jeu bien intéressant. Si M. de La Galissonière bat l’ennemi, nous continuerons notre siège en pantoufles ; mais s’il est battu, il faudra avoir recours à l’escalade, aux derniers expédients » avait déclaré Richelieu. Une défaite en mer, coupant les liaisons avec Toulon, aurait en effet mis les 12 000 hommes à terre dans une situation rapidement intenable. À ce constat dressé sous un faux air de courtisan, répond indirectement le courrier de La Galissonière, rédigé après le combat : « J’ai préféré votre gloire à la mienne et le principal objet de notre mission à l’honneur particulier que j’aurais pu tirer en poursuivant quelques vaisseaux ennemis. » La Galissonière — c'est-à-dire la Marine — a rempli son rôle d’escorteur. À Richelieu — l’armée de terre — de remplir le sien, c’est-à-dire s’emparer de la forteresse Saint-Philippe, but de l'expédition.
Le siège est pourtant loin de se faire « en pantoufles ». Le terrain très rocailleux sur lequel sont établis les divers ouvrages du fort ne facilite pas les travaux d’approche. Il avait fallu attendre le 11 mai, soit dix-neuf jours après l’entrée dans Mahon, pour pouvoir déployer la première batterie de mortier. Richelieu, inquiet, avait même écrit à Marseille et Perpignan pour demander du renfort en artillerie. La victoire navale ne lève pas toutes les difficultés. On redoute logiquement un retour offensif de Byng avec plus de moyens, ce qui provoquerait inévitablement un nouveau combat naval si le fort n’a pas été pris entre-temps. Crainte d’ailleurs justifiée car c’est bien ce qu’a l’intention de faire le chef anglais depuis Gibraltar. Son rappel en Angleterre coupe court à toute velléité de secours, mais à ce moment-là, les Français n’en savent rien. Le fort Saint-Philippe, bien commandé par William Blakeney oppose une résistance acharnée. Il faut prendre un par un les bastions. Le 29 juin, après plus de deux mois de siège, la garnison hisse le drapeau blanc. Blakeney capitule avec les honneurs de la guerre. Les Anglais ont eu 400 morts ou blessés, les Français ont perdu 1 600 hommes — tués ou morts de maladie — et déplorent 2 000 blessés. L'acte de reddition précise que les 4 178 prisonniers sont libres de servir ailleurs et doivent être reconduis à Gibraltar sur des bâtiments français, ce qui est effectué dès le 9 juillet.
Le rembarquement des troupes françaises précède celui des prisonniers anglais. La Galissonière tient à ce que la nouvelle de la chute du fort n’arrive à Gibraltar que lorsque ses vaisseaux seront en sûreté. Le chef français, qui redoute toujours un retour offensif de l’ennemi, demande même des renforts quelques jours après la capitulation anglaise. Le port de Toulon lui envoie deux vaisseaux, l’Achille (64) et l’Hector (74), qui rallient l’escadre le 2 et le 5 juillet. On laisse dans l’île une garnison de prise composée de onze bataillons formés en six régiments. Elle est placée sous les ordres d’un maréchal de camp nommé gouverneur de l’île (Hyacinthe Gaëtan, comte de Lannion). Les troupes commencent à rembarquer le 4 juillet. Le 7, l’escadre reprend la mer. Le 18, presque trois mois jour pour jour après son départ, elle entre en rade de Toulon. Les derniers traînards arrivent le 21. Les craintes de La Galissonière n’étaient pas totalement vaines : le surlendemain de son départ, une escadre anglaise reparait effectivement devant Minorque. Elle aligne vingt-et-un vaisseaux sous les ordres d'Edward Hawke, qui a relevé Byng. Mais Hawke, qui n’a pas de troupes avec lui, n’insiste pas et s’en va faire une croisière contre le commerce français au large de Marseille. On lui reproche ensuite, à Londres, de ne pas avoir essayé de faire le blocus de l'île.
La nouvelle de la victoire provoque des manifestations de joie dans les grandes villes du royaume. À Toulon, La Galissonière est accueilli par des arcs de triomphe de fleurs. Des chansons, des poèmes, sont composés en l’honneur de cette victoire considérée comme une juste revanche sur l’« orgueilleuse Albion ». La Galissonière, couvert d’éloges, reçoit la grand-croix de l’ordre de Saint-Louis avec une forte pension. Des honneurs dont ne profite guère le vieux chef. À 63 ans, sa santé, déjà chancelante avant l’expédition (les médecins lui avaient déconseillé d’embarquer), se dégrade encore. Épuisé, il renonce fin août à commander la nouvelle escadre qui vient d’être armée pour la suite de la campagne. On le réclame à la cour. Il prend la route malgré l’hydropisie qui le mine et meurt en chemin, à Montereau, le 26 octobre 1756, dans d’horribles souffrances au fond de son carrosse,. Louis XV s’apprêtait à faire de lui un maréchal de France. Sa mort prive en pleine guerre la Marine royale d’un de ses chefs les plus capables. Quant au duc de Richelieu, qui rentre aussi de cette expédition en glorieux vainqueur, il est gratifié en 1757 du commandement des armées françaises dans le Hanovre, encore une fois contre l’armée anglaise.

Le siège du fort Saint-Philippe
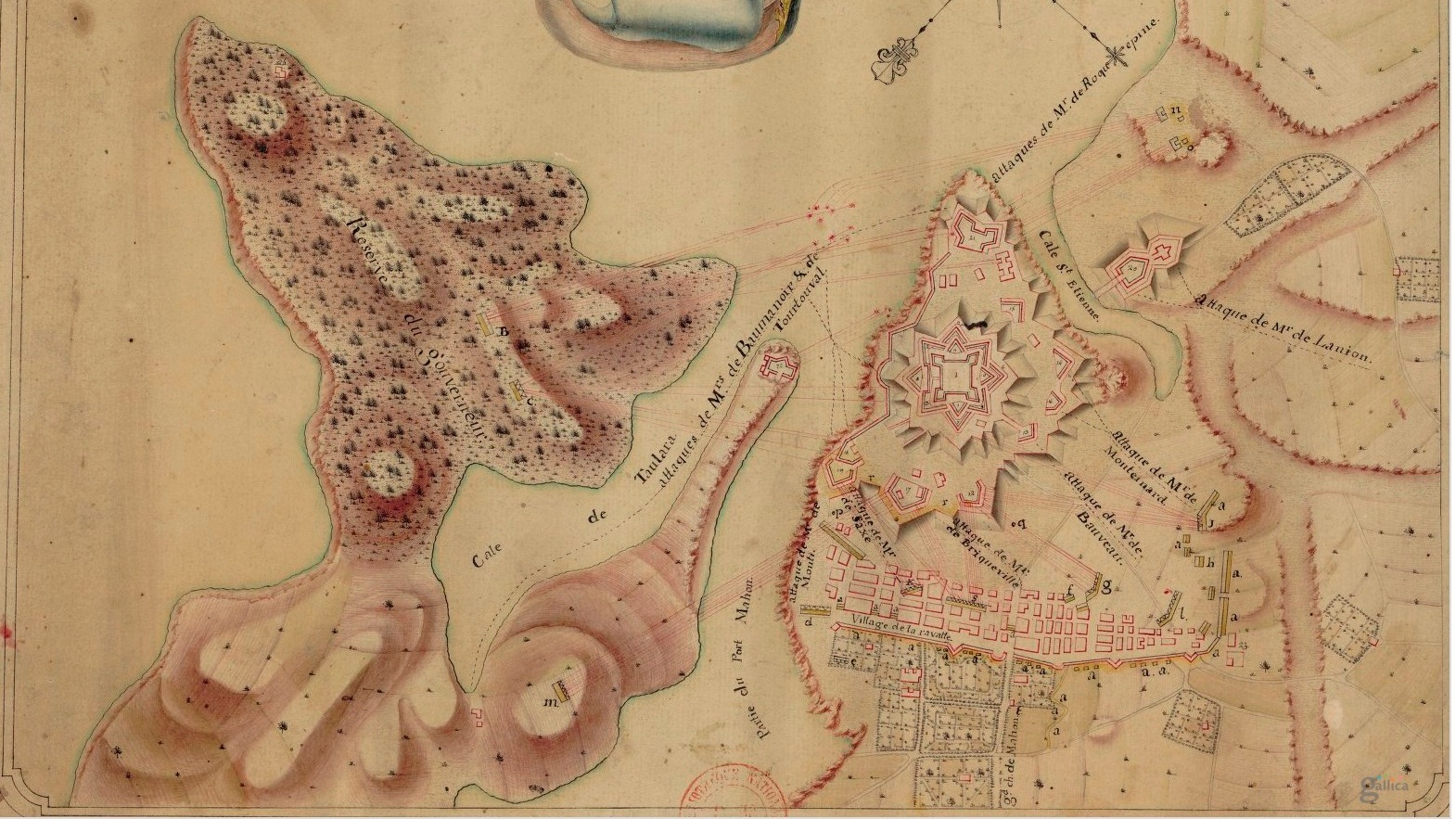
Plan du fort Saint-Philippe, avec les lignes d'approche des différentes tranchées françaises lors du siège.
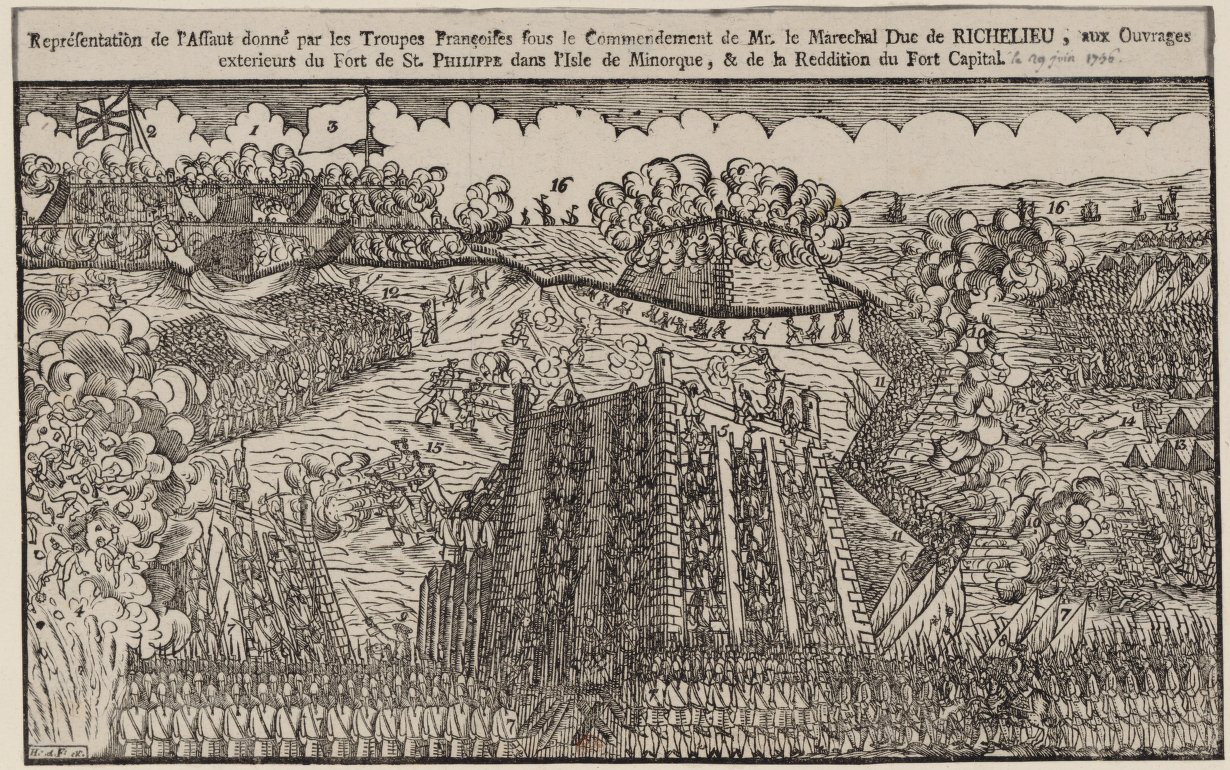
Estampe naïve mettant en scène les assauts des troupes de Richelieu sur les différents ouvrages du fort.
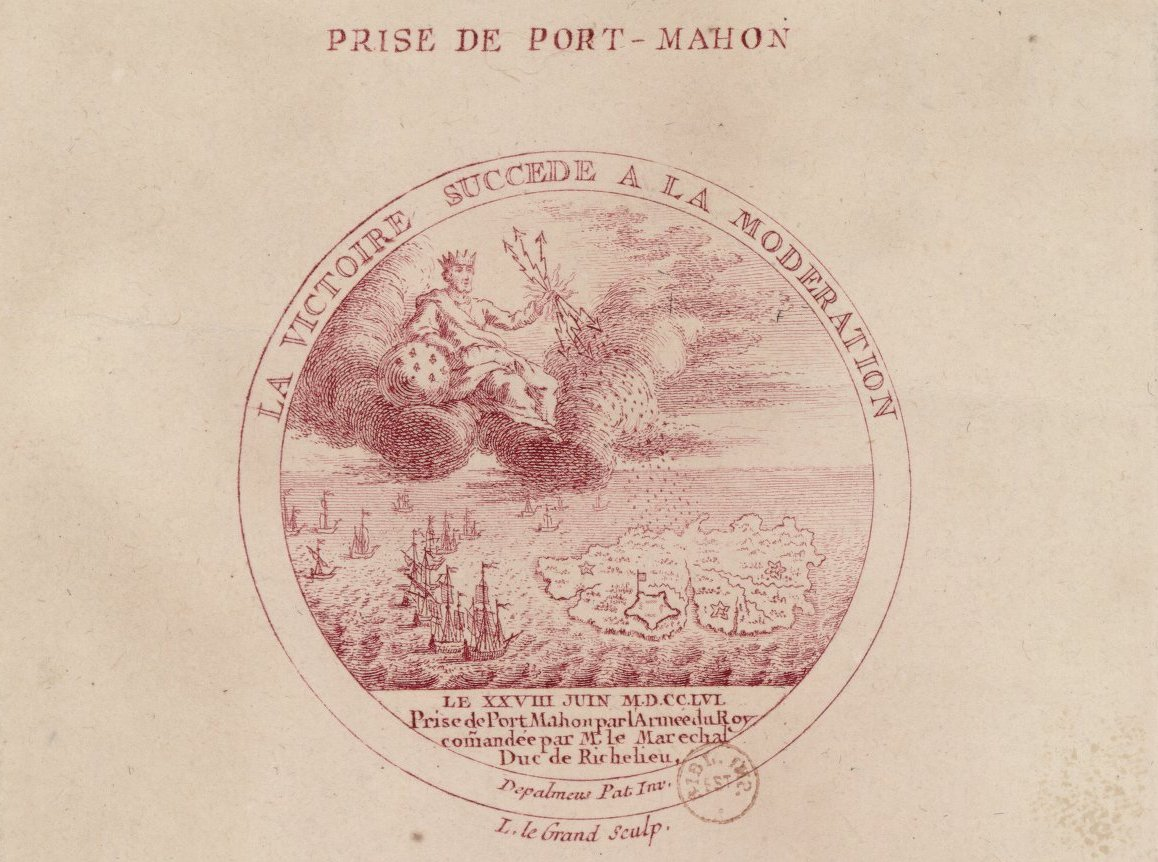
La chute du fort est perçue par les Français comme une juste revanche face aux attaques anglaises en période de paix.
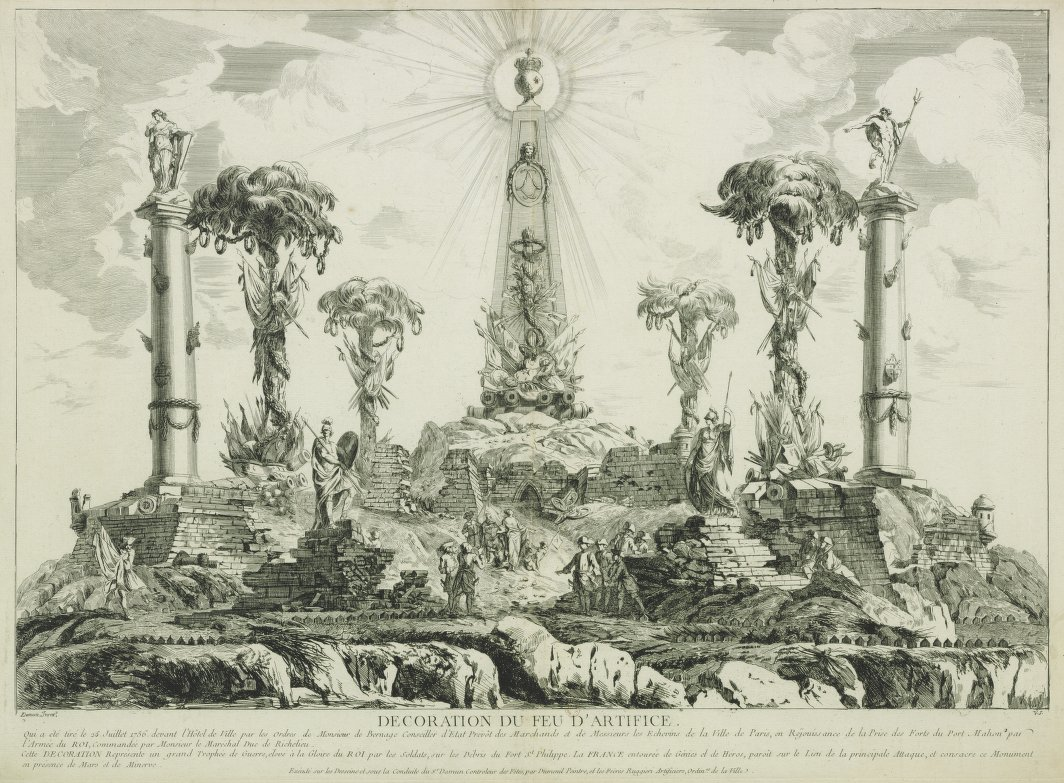
La prise de Minorque donne lieu à de grandes réjouissances avec des feux d’artifice dans Paris.
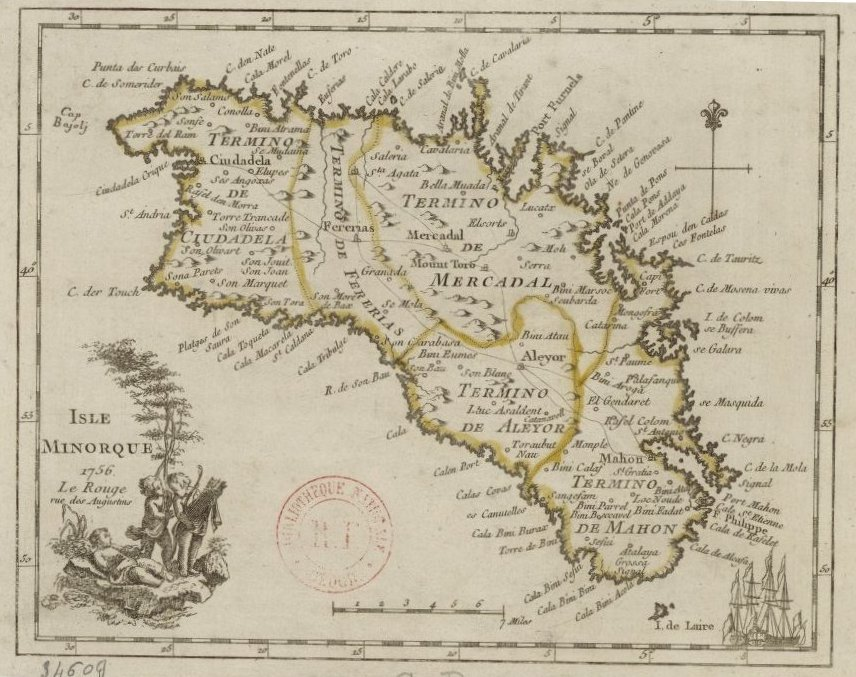
Plan de Minorque en 1756. La conquête de l'île est la seule grande victoire navale de la France pendant la guerre de Sept Ans.

## La crise en Angleterre: la condamnation de Byng et le sursaut militaire

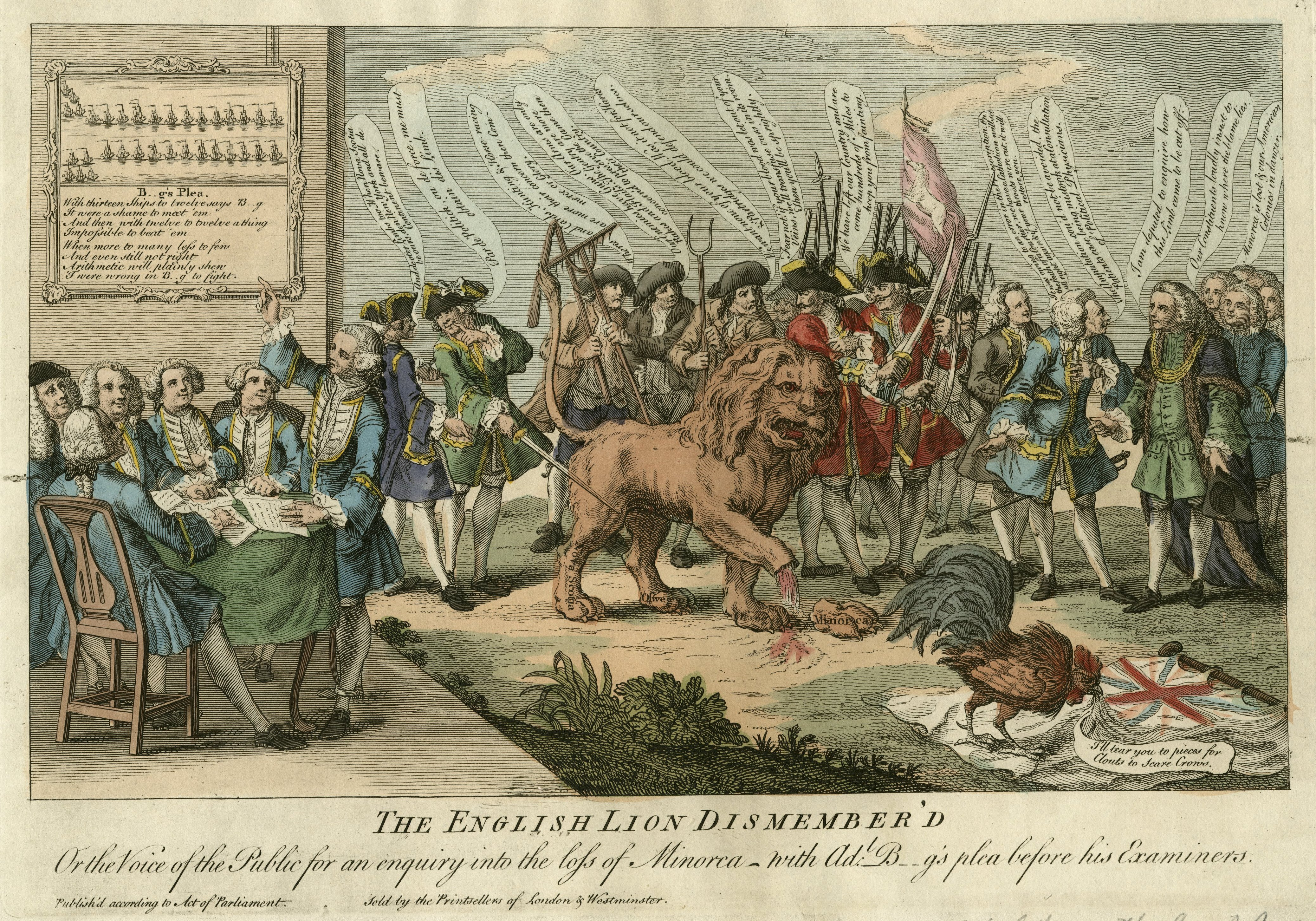
Le Lion anglais démembré. La chute de Minorque est ressentie comme une terrible humiliation et provoque un très vif débat dans les gazettes et au Parlement.

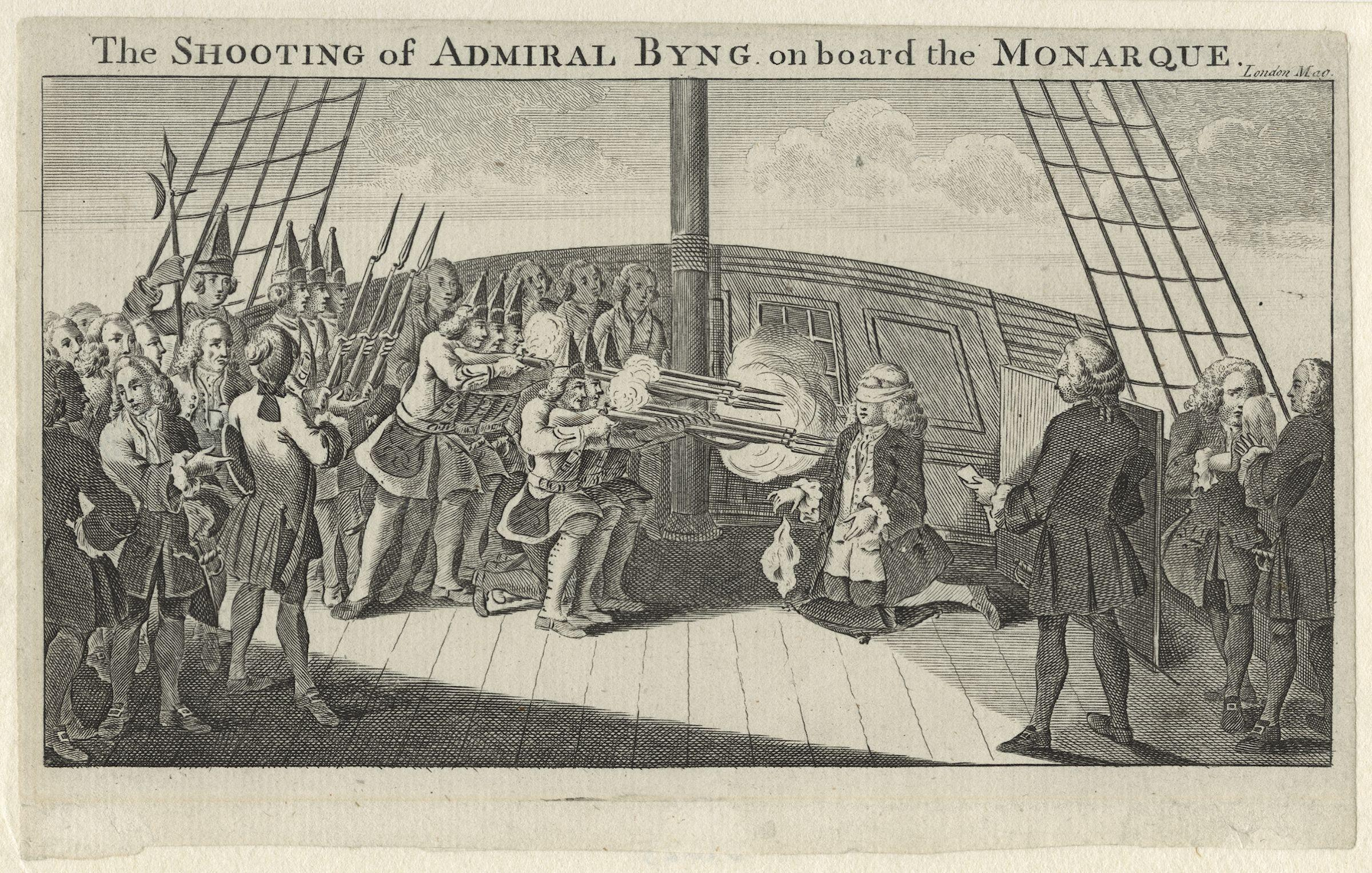
L'Exécution de l'amiral Byng sur le Monarque. Condamné à mort par ses pairs, Byng est exécuté le 14 mars 1757 sur un vaisseau français capturé afin de servir d'exemple à tous les autres officiers anglais.

À Londres, c'est la consternation, d’autant qu'après une lourde défaite l'année passée, les dépêches qui arrivent en cet été 1756 d’Amérique sont mauvaises. Sur les marges du Canada, les Franco-Indiens se sont emparés le 14 août du fort Oswego, principal point d’appui des Anglais sur le lac Ontario en faisant 1 700 prisonniers et en rasant d’autres positions anglaises. En Méditerranée, on apprend maintenant que le roi de France, à l’issue d’un accord diplomatique conclu en août, a l'intention de débarquer des troupes en Corse avec l’accord de la république de Gênes (propriétaire de l’île) pour y devancer toute tentative anglaise. L’Espagne, impressionnée par cette victoire à ses portes, risque de sortir de sa neutralité et de se rapprocher de la France. Quant aux Provinces-Unies, alliées traditionnelles depuis les guerres contre Louis XIV, elles refusent de se joindre à la guerre contre la France et décident de rester neutres. En plus d’être battue, l’Angleterre semble isolée. L’opinion est déboussolée. « C’en est fait, nous ne sommes plus une nation », s’écrie Lord Chesterfield, l’un des plus célèbres commentateurs de l’époque.
Cette série d’échecs provoque des controverses houleuses à la Chambre des communes. Le gouvernement du duc de Newcastle, qui a déclenché les hostilités, est mis en difficulté. La presse, véritable puissance politique en Angleterre, exige que l’on sanctionne les responsables et réclame un gouvernement capable de conduire le royaume à la victoire. Newcastle, qui pense se sauver, laisse l’opinion se déchaîner contre Byng. Son portrait est brûlé dans les rues et son château pillé par la foule en furie. Rappelé en Angleterre, Byng est arrêté dès son arrivée à Portsmouth, alors que William Blakeney est accueilli en héros. Mis en détention à Greenwich, il est convoqué devant ses pairs pour être jugé en conseil de guerre, procédure par ailleurs normale après un échec militaire. Le procès se tient sur le HMS Saint-George et dure plusieurs semaines. Byng se défend en arguant du manque de moyens dont il disposait, notamment à Gibraltar, ce qu’il avait déjà fait savoir dans ses premiers rapports. Mais ces derniers se retournent contre lui et on l’accuse d’avoir voulu se couvrir par avance pour en faire le moins possible. L’affaire passionne une partie de l’Europe, dont l’opinion française, malgré l’état de guerre. Le maréchal de Richelieu se fend même d’une déclaration en sa faveur, en vain. Byng est condamné à mort le 27 janvier 1757 pour « manquement à n'avoir pas fait l'impossible » afin de secourir le fort (« He had failed to do his utmost »). Le tribunal, prudent ou qui cherche à botter en touche, fait cependant une forte recommandation à la clémence compte tenu du courage personnel dont Byng a fait preuve pendant l’action. La tension étant un peu retombée, ni le conseil, ni l’opinion ne croient réellement à son exécution. Il appartient maintenant à l’Amirauté de demander au roi George II d'exercer sa prérogative de grâce royale.
L'affaire, cependant, se retrouve coincée entre les différents acteurs de la crise politico-militaire que traverse le pays. Byng n’est pas le seul militaire à être sanctionné. George Anson, le prestigieux Premier Lord de l’Amirauté, se retrouve sur la sellette malgré ses hauts faits d'armes lors du conflit précédent. Critiqué pour ne pas avoir donné assez de vaisseaux à Byng, il est acculé à la démission à la fin de l'année. Son successeur, Lord Temple, se montre maladroit lors de sa demande d’audience au roi et n'obtient rien. Une intervention de Voltaire échoue aussi. La Chambre des communes cherche à s’en mêler pour favoriser la clémence, mais elle est bloquée par la Chambre des lords. L’opinion, qui s’est maintenant calmée, soupçonne l’amirauté d’avoir voulu se couvrir en faisant porter le chapeau à un seul de ses officiers et demande elle aussi la grâce.
L’imbroglio se complique encore avec la crise gouvernementale. Lord Newcastle, le premier ministre, est forcé à la démission. Le nouvel homme fort, William Pitt, est aussi partisan de la clémence, mais se trouve en profond désaccord avec le roi au sujet des priorités à accorder entre la guerre continentale et maritime. George II lui reproche aussi d’être un leader qui s’appuie sur des campagnes d'opinion pour imposer ses idées au Parlement et au gouvernement. À Pitt qui lui déclare, « Sire, la Chambre des Communes est encline à accorder le pardon », George II répond : « vous m'avez appris à chercher le bien de mon peuple ailleurs que dans la Chambre des communes. » Le sort de Byng est scellé. Le 14 mars 1757, presque dix mois après la bataille, il est exécuté à Portsmouth. L'exécution est soigneusement mise en scène par l’amirauté anglaise. Tous les vaisseaux de guerre présents ont reçu l’ordre d’envoyer leurs officiers accompagnés de troupes de marine pour y assister. Byng est fusillé à genoux sur la dunette du HMS Monarch, un vaisseau de 74 canons français capturé en 1747,. Dans son roman Candide, Voltaire commente la mort de Byng à sa façon : « Dans ce pays-ci, il est bon de tuer de temps en temps un amiral pour encourager les autres. » Des générations d’amiraux anglais, impressionnés par cette affaire, vont dès lors combattre avec acharnement quelles qu’en soient les conditions.
Les conséquences de cette bataille se font sentir sur toute la guerre de Sept Ans. Un moment déstabilisée, l’Angleterre décuple ses efforts contre la France sous la férule de William Pitt qui apparaît, poussé par les milieux marchands, comme l’homme providentiel capable de redresser la situation. Pitt, renvoyé par le roi après l’exécution de Byng, revient rapidement au pouvoir et impose une stratégie de guerre totale sur tous les espaces maritimes et coloniaux,. L’une de ses premières décisions est de rappeler à l’Amirauté George Anson, chef déterminé et réformateur qui a été trop hâtivement sanctionné quelques mois plus tôt. Il est accompagné d’un Board renouvelé comprenant la génération montante des officiers généraux les plus talentueux comme Boscawen, Templement et Forbes.
Ainsi, la défaite de Minorque en 1756 paraît bientôt secondaire au vu des immenses succès que remporte la Royal Navy à partir de 1758 et auquel l’empire colonial français ne résiste pas. La conquête de l’île est le seul véritable succès de la Marine française durant cette guerre, celle-ci combattant, il est vrai, avec deux fois moins de navires que sa rivale (60 vaisseaux et 30 frégates contre 120 vaisseaux et 75 frégates). Minorque est l’un des rares atouts de Louis XV lors des négociations de paix de 1762-1763. La base est rendue à ce moment-là, non pas pour sauver des positions au Canada français, mais pour recouvrer l'île bretonne de Belle-Île-en-Mer, conquise par la Navy en 1761.

Les protagonistes de la crise en Angleterre
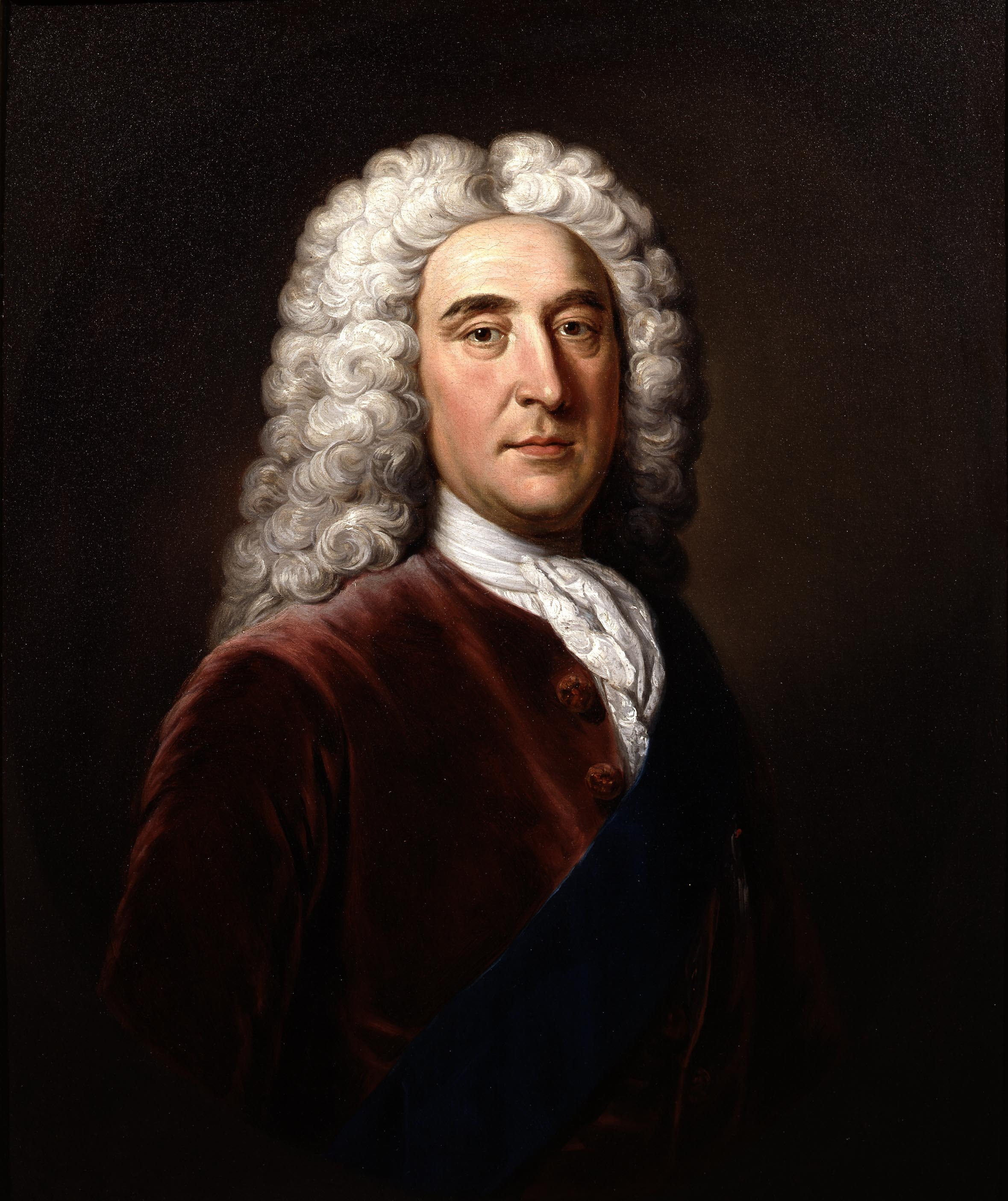
La défaite provoque le retrait du duc de Newcastle, qui bien que restant au gouvernement n’y tient plus qu’un rôle secondaire.
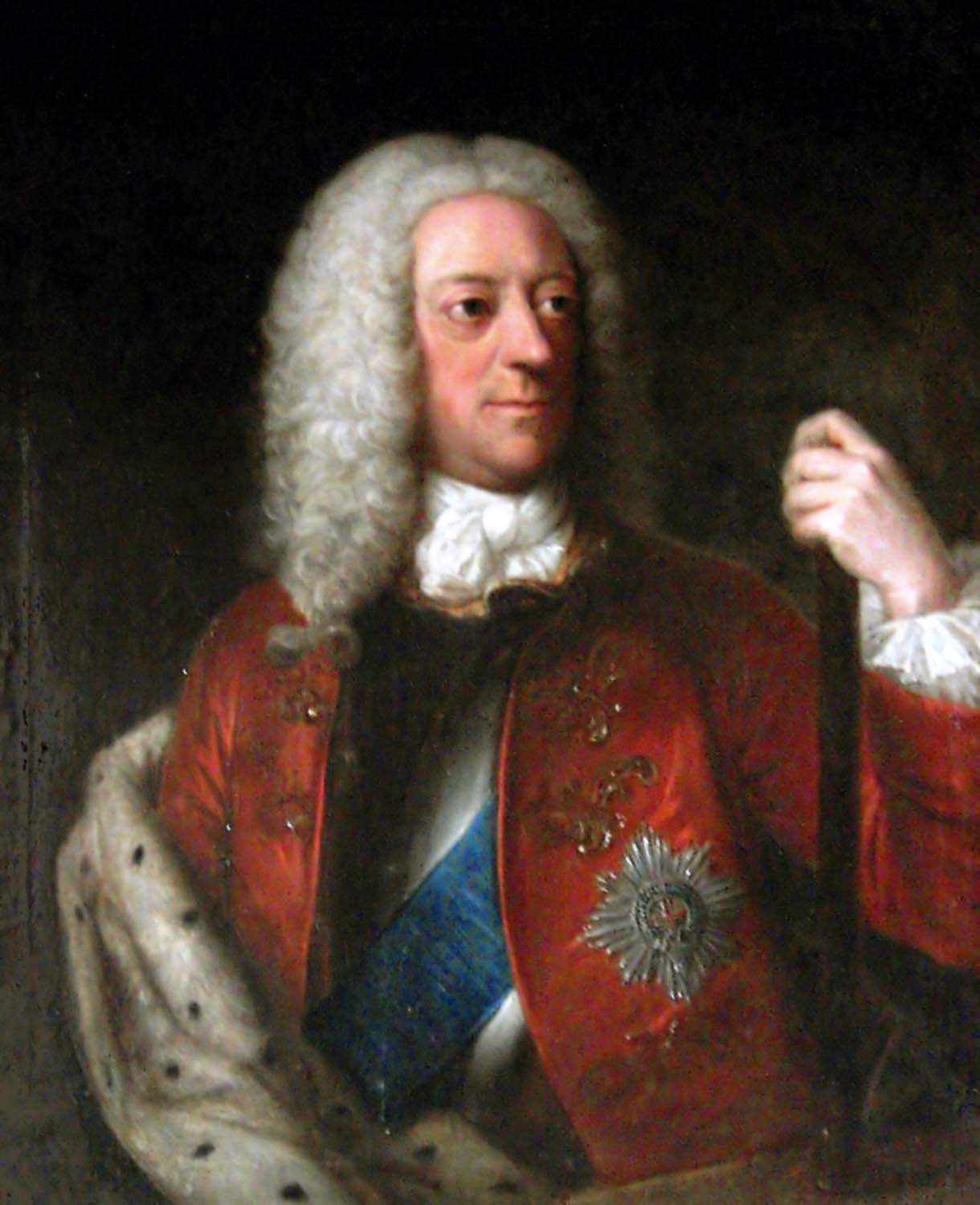
Le roi George II, malgré les multiples sollicitations dont il fait l’objet, refuse de gracier Byng.
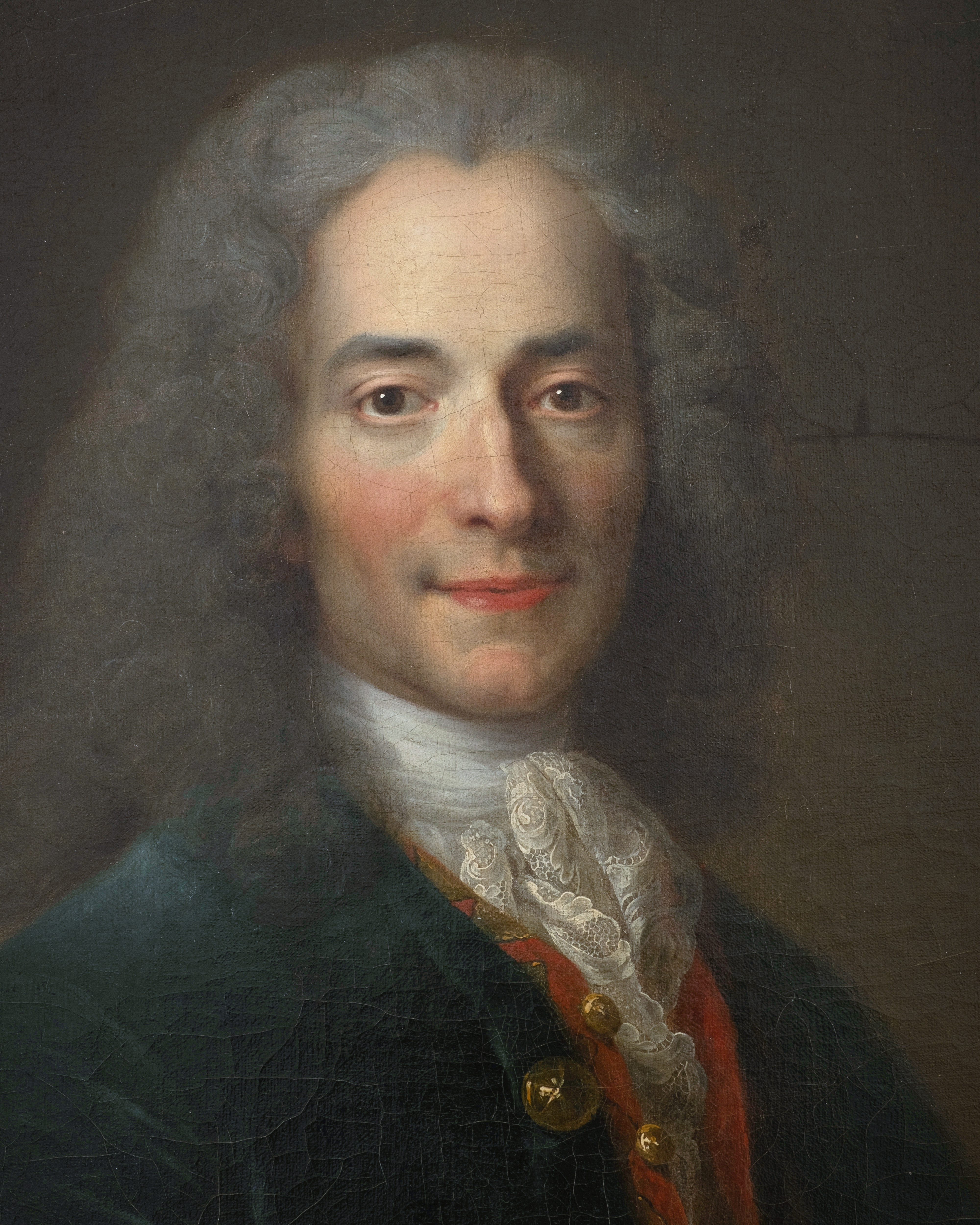
Voltaire, qui a tenté d'intervenir pour sauver Byng, voit en son exécution une manière de stimuler la combativité des autres officiers.
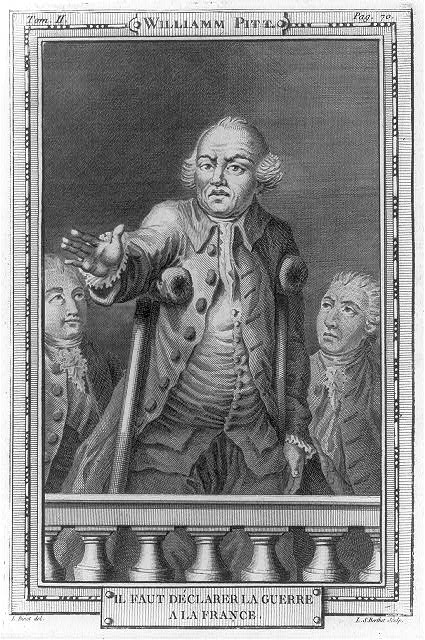
Les Anglais décident finalement d’accentuer l’effort de guerre sous la direction de William Pitt, adversaire déterminé de la France.